# Родовища залишкові
Родовища залишкові (рос. месторождения остаточные, англ. residual deposits; нім. Residuallagerstätten f pl) ― складаються з продуктів вивітрювання гірських порід, які нагромаджуються внаслідок виносу поверхневими водами їх розчинних сполук, що формують інфільтраційні родовища. До найзначніших залишкових родовищ належать родовища бокситів, каолінів, силікатних нікелевих руд, бурих залізняків, оксидів марганцю, скупчення магнезиту, тальку, мінералів титану, олова, вольфраму, танталу, ніобію, золота.